# Einar Thulin (friidrottare)
Nils Einar Thulin, född den 21 april 1896 i Lund, död den 20 oktober 1963 i New York, var en svensk höjdhoppare.
Vid de olympiska spelen 1920 i Antwerpen kom han på sjunde plats med 1,80 meter. Sitt personliga rekord om 1,88 meter satte han den 6 juni 1921 i Malmö.